# Стенфорд (Монтана)
Стенфорд (англ. Stanford) — місто (англ. town) в США, в окрузі Джудит штату Монтана. Населення — 403 особи (2020).

## Географія
Стенфорд розташований за координатами 47°9′7″ пн. ш. 110°13′7″ зх. д. / 47.15194° пн. ш. 110.21861° зх. д. (47.151848, -110.218526). За даними Бюро перепису населення США в 2010 році місто мало площу 1,14 км², уся площа — суходіл.

### Клімат
| Клімат : Стенфорд     | Клімат : Стенфорд | Клімат : Стенфорд | Клімат : Стенфорд | Клімат : Стенфорд | Клімат : Стенфорд | Клімат : Стенфорд | Клімат : Стенфорд | Клімат : Стенфорд | Клімат : Стенфорд | Клімат : Стенфорд | Клімат : Стенфорд | Клімат : Стенфорд | Клімат : Стенфорд |
| Показник              | Січ.              | Лют.              | Бер.              | Квіт.             | Трав.             | Черв.             | Лип.              | Серп.             | Вер.              | Жовт.             | Лист.             | Груд.             | Рік               |
| Середній максимум, °C | 3,6               | 4,3               | 7,9               | 13,0              | 17,8              | 22,3              | 27,4              | 27,4              | 21,4              | 14,7              | 7,2               | 3,1               | 14,2              |
| Середній мінімум, °C  | −9,2              | −8,4              | −5                | −0,9              | 3,7               | 7,9               | 11,2              | 10,8              | 5,9               | 0,7               | −5,1              | −9,3              | 0,2               |
| Норма опадів, мм      | 13                | 12                | 25                | 44                | 70                | 70                | 47                | 45                | 38                | 28                | 15                | 17                | 426               |
| --------------------- | ----------------- | ----------------- | ----------------- | ----------------- | ----------------- | ----------------- | ----------------- | ----------------- | ----------------- | ----------------- | ----------------- | ----------------- | ----------------- |
| Джерело: NOAA         |                   |                   |                   |                   |                   |                   |                   |                   |                   |                   |                   |                   |                   |

## Демографія
Згідно з переписом 2010 року, у місті мешкала 401 особа в 198 домогосподарствах у складі 110 родин. Густота населення становила 351 особа/км². Було 247 помешкань (216/км²).
Расовий склад населення:
| - 97,3 % — білих - 2,0 % — корінних американців - 0,2 % — чорних або афроамериканців |

До двох чи більше рас належало 0,2 %. Частка іспаномовних становила 1,5 % від усіх жителів.
За віковим діапазоном населення розподілялося таким чином: 19,5 % — особи молодші 18 років, 59,1 % — особи у віці 18—64 років, 21,4 % — особи у віці 65 років та старші. Медіана віку мешканця становила 49,4 року. На 100 осіб жіночої статі у місті припадало 105,6 чоловіків; на 100 жінок у віці від 18 років та старших — 104,4 чоловіків також старших 18 років.
Середній дохід на одне домашнє господарство становив 49 633 долари США (медіана — 46 023), а середній дохід на одну сім'ю — 55 988 доларів (медіана — 58 646). Медіана доходів становила 41 750 доларів для чоловіків та 42 500 доларів для жінок. За межею бідності перебувало 13,9 % осіб, у тому числі 19,1 % дітей у віці до 18 років та 13,3 % осіб у віці 65 років та старших.
Цивільне працевлаштоване населення становило 201 осіб. Основні галузі зайнятості: будівництво — 20,4 %, освіта, охорона здоров'я та соціальна допомога — 19,4 %, публічна адміністрація — 13,4 %, сільське господарство, лісництво, риболовля — 10,9 %.